# Minehead
Minehead est une ville du comté du Somerset, en Angleterre. Elle se trouve sur la côte sud du canal de Bristol, 34 km au nord-ouest de Taunton, à proximité du parc national d'Exmoor.

## Tourisme

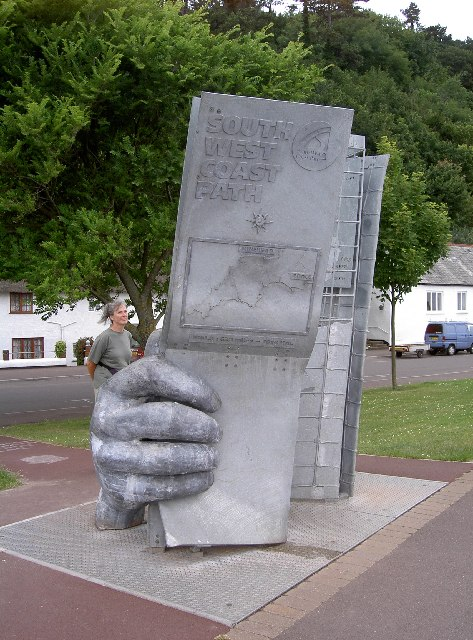
Sculpture marquant l'extrémité du South West Coast Path à Minehead.

Le principal point d'attraction touristique est le camp de vacances Butlin's Minehead (en), fondé en 1962.
Minehead est le point de départ du South West Coast Path (en), qui longe les côtes de la Cornouailles et du Devon jusqu'à Poole, dans le Dorset.

## Personnalité
- Isaac Hobhouse (1685-1763), armateur et marchand d'esclaves, y est né.